# ゴラン・スータン
ゴラン・スータン（Goran Suton 1985年8月11日 - ）は、ボスニア・ヘルツェゴビナのプロバスケットボール選手。リーガACBのホベントゥート・バダローナ所属。ユーゴスラビア連邦ボスニア・ヘルツェゴビナ社会主義共和国サラエヴォ県サラエヴォ出身。ポジションはセンター。208cm、111kg。